# Den sista striden
Den sista striden (originaltitel: The Last Battle), är den sjunde och sista boken i C.S. Lewis serie om landet Narnia. Boken skrevs 1956.

## Handling
Den sista striden handlar om Eustace och Jill, som kommer från vår värld till Narnia eftersom Kung Tirian behöver deras hjälp. Den elaka gorillan Skift har nämligen klätt ut en åsna, Pussel, till Aslan. Eftersom alla tror att Aslan har kommit tillbaka, lyder de honom, när de egentligen lyder Skift, som talar om vad "Aslan" vill. Gorillan låter "Aslan" bara visas ibland, och då på så långt håll att ingen ser att det är en åsna. Skift bestämmer att många träd ska huggas ner, många av dem med trädandar i. Tirian försöker tappert att få över Narnia-bor på sin sida, men nästan alla är rädda för att det verkligen är Aslan, och att han då kommer hämnas. När Tirian blir tillfångatagen lyckas han i en dröm kalla på hjälp från Eustace och Jill. De kommer och lyckas till slut besegra apan och går då genom en dörr och kommer då till en parallell värld som ser ut nästan precis som Narnia, och där finns Aslan och alla andra goda karaktärer som man mött i de tidigare böckerna, förutom Susan Pevensie, som har övergivit Narnia.
Den parallella världen, vill säga Aslans land, kan även tolkas som "livet efter detta", det vill säga Paradiset. Det framgår att alla de gamla karaktärerna dött i en tågolycka, vilket gör att de inte kan komma tillbaka.